# Xenomai
Xenomai — фреймворк для разработки приложений реального времени, связанный с ядром Linux, для того, чтобы предоставить всеобъемлющую, с открытым интерфейсом жёсткого реального времени поддержку приложений, легко интегрируемых в окружение Linux.
Проект Xenomai начался в августе 2001 года. В 2003-м он был объединён с проектом RTAI, чтобы предоставить свободную платформу промышленного уровня для Linux, названную RTAI/fusion, на базе ядра Xenomai для абстрактной операционной системы реального времени. В конечном счёте проект RTAI/fusion стал независимым от RTAI в 2005 году под названием Xenomai.
Xenomai основан на абстрактном ОСРВ микроядре, которое может быть использовано для любого вида интерфейсов реального времени, через ядрышко (nucleus), которое предоставляет набор общих сервисов реального времени. Любое количество RTOS процессов, называемых скинами (skins), могут быть построены над ядрышком, предоставляя их собственные интерфейсы приложениям, используя сервисы одного общего ядра для их реализации.

## Поддерживаемые архитектуры процессоров
В версии 2.3 были поддержаны следующие архитектуры
- PowerPC32
- PowerPC64
- Blackfin
- ARM
- x86
- x86_64
- ia64

## Поддерживаемые интерфейсы реального времени
- нативный интерфейс
- VxWorks, интерфейс ядра WIND 5.x
- pSOS+, интерфейс ядра pSOS 2.x
- VRTX, интерфейсы VRTX32 и VRTX/sa
- uITRON, спецификация 3.02 (E-level)
- POSIX 1003.1b, LinuxThreads и NPTL
- RTAI 3.x
- Real-Time Driver Model (RTDM)

## Xenomai против RTAI
В целом между Xenomai и RTAI существует большой список различий несмотря на то, что оба проекта имеют общие идеи и поддерживают RTDM. Основные различия проистекают из-за разных целей, которым предназначены проекты, и из их собственной реализации. Если RTAI сосредоточен на реализации самых низких технически возможных задержек, Xenomai в том числе предлагает простые возможности для расширения (через RTOS skins), портируемость и удобное техническое сопровождение как важные цели. Реализация Xenomai, основанная на поддержке PREEMPT_RT Инго Молнаром ещё одно большое отличие по сравнению с RTAI .